# Deus é vermelho
Deus é vermelho: uma visão nativa da religião, originalmente, God is Red: A Native View of Religion, de Vine Deloria, Jr., é um livro de não-ficção que discute as visões religiosas tradicionais dos povos nativos americanos, particularmente sua relação com o cristianismo ocidental. A obra também detalha as dificuldades enfrentadas pelos nativos americanos quando suas terras foram rapidamente invadidas por estrangeiros que procuravam por terras e outros recursos. O autor vincula o antropocentrismo da ortodoxia cristã, assim como, as subsequentes filosofias econômicas americanas com a crescente elevação ambiental. Deloria também questiona a "universalidade" de certas religiões, quando na verdade as mesmas estão localizadas em seus contextos históricos-sociais.
Publicado originalmente em 1973, depois em 1992 e 2003.

## Capítulos[2]
1. The Indian movement
2. America loves Indians...and all that
3. Indians of America
4. The religious question
5. Thinking in time and space
6. The problem of creation
7. The concept of history
8. The spatial problem of history
9. Origin of religion
10. Death and religion
11. Human personality
12. The group
13. Christianity and contemporary American culture
14. Tribal religions and contemporary American culture
15. The aboriginal world and Christian history
16. Religion today